# Rudolf Lehmann (general)
Rudolf Lehmann, nemški general in pravnik, * 11. december 1890, Posen, † 26. julij 1955, Bonn.